# Alexander Huno
Alexander Huno oder Hune († 1. November 1325 in Lübeck) war Ratssekretär, Chronist und Ratsherr der Hansestadt Lübeck.

## Leben

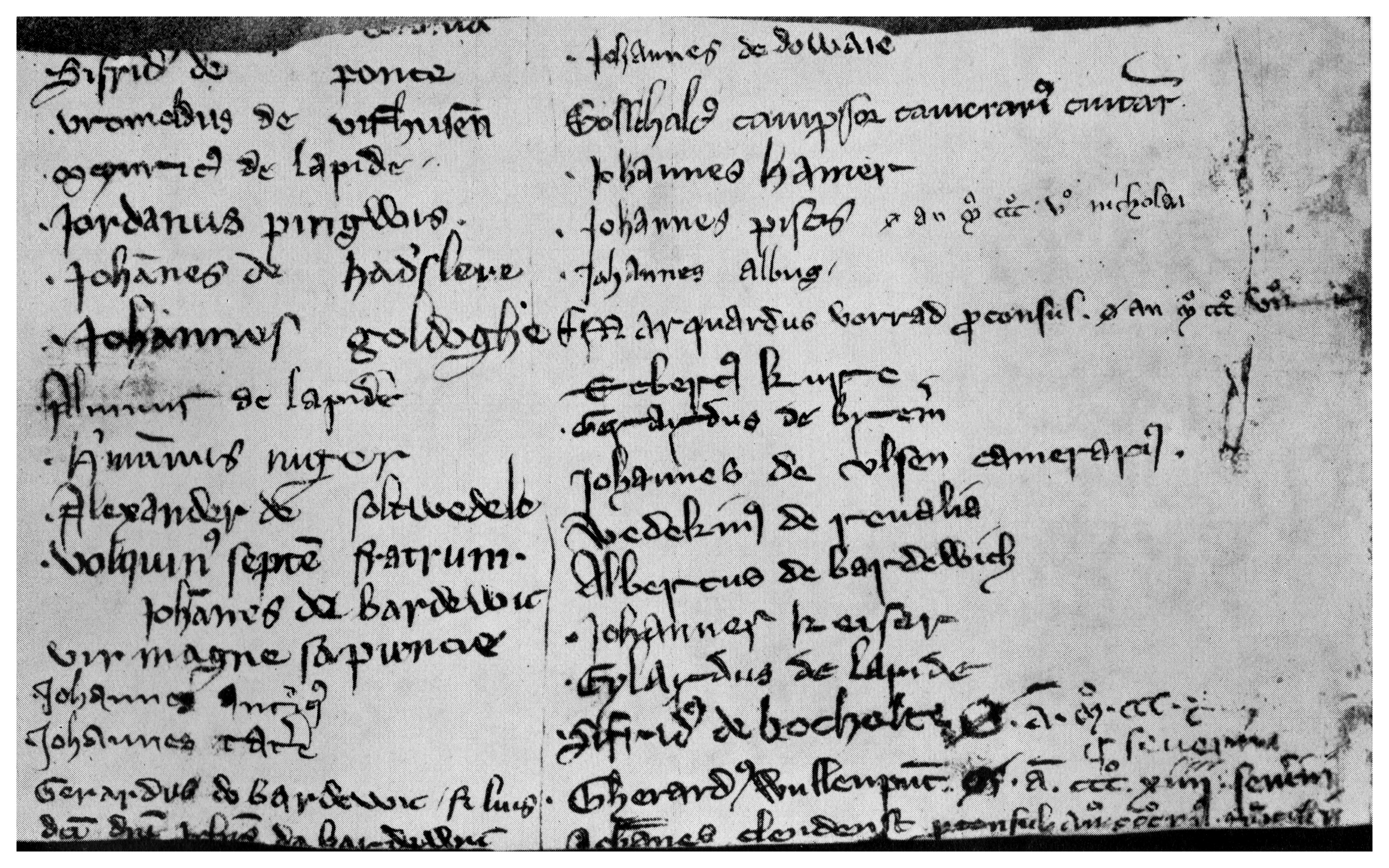
Fragment der ältesten Lübecker Ratslinie mit Eintragungen Alexander Hunos

Alexander Huno war nach Bruns wohl Sohn des 1258 bis 1277 in Lübeck nachgewiesenen Ratssekretärs Alexander, Fehling hingegen sah ihn als Sohn des Lübecker Ratsherrn Werner Huno. Er war von 1284 bis 1317 ausweislich seiner Handschrift im Lübecker Oberstadtbuch als Ratsschreiber in Lübeck tätig. Er wurde 1318 Ratsherr der Stadt Lübeck. Als Chronist war er Verfasser der Lübischen Annalen. 1298 berichtet er im Auftrage des Kanzlers von Lübeck und späteren Bürgermeisters der Stadt Albert von Bardewik über die Rückkehr des mecklenburgischen Herzogs Heinrich des Pilgers aus der Gefangenschaft im Morgenland sowie Ereignisse der Reichsgeschichte. Er bewohnte in Lübeck das Haus Königstraße 59. Huno stiftete nach dem Vikarienverzeichnis letztwillig einen (nicht näher beschriebenen) Nebenaltar im Lübecker Dom.